# Cmentarz żydowski w Kórniku
Cmentarz żydowski w Kórniku – znajdował się u zbiegu obecnych ulic Średzkiej i Parkowej, został zniszczony przez nazistów w 1941 roku. Po wojnie na jego terenie zorganizowano arboretum Instytutu Dendrologii Polskiej Akademii Nauk. W latach 60. zburzono znajdujący się na jego terenie dawny dom przedpogrzebowy. W 1984 roku wybudowano w pobliżu synagogi lapidarium z odnalezionych nagrobków.